# دودمان سوم مصر

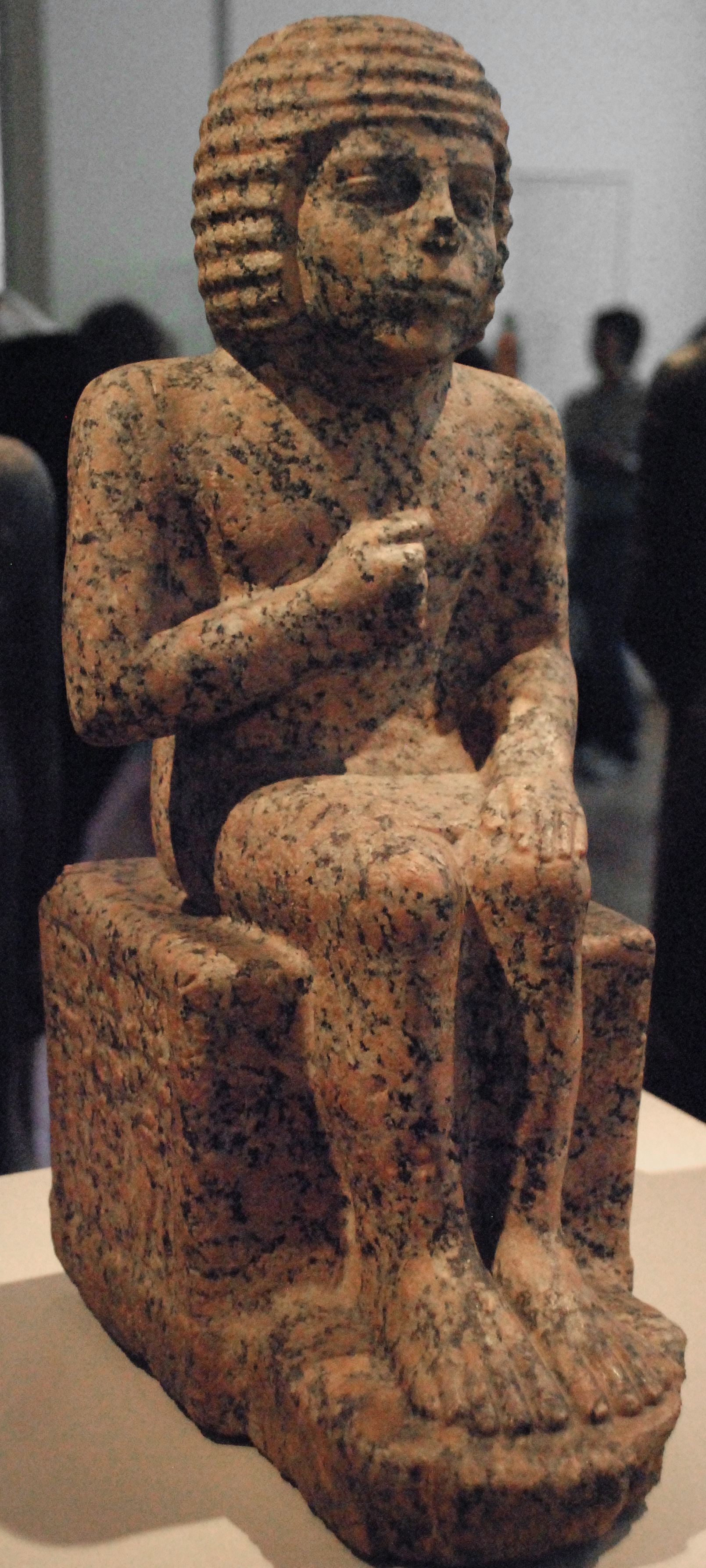
تندیسی از یک کارگزار به نام مِچِن در سال ۲۶۰۰ پ.م. سقاره، سنگ خارا، موزه نوین برلین

سومین دودمان پادشاهی مصر باستان نخستین دودمان پادشاهی کهن در تاریخ مصر به‌شمار می‌رود. پنج فرعون در این دودمان پادشاهی می‌کردند و پایتخت کشور در آن هنگام شهر ممفیس بود. اهمیت دودمان سوم در تاریخ مصر در این است که نخستین هرم‌ها برای نگهداری جسد فرعون‌ها و خانواده‌شان در این دوره ساخته شدند.

## فرمانروایان
پادشاهان و فرمانروایان شناخته شده در دودمان سوم نزدیک به ۷۵ سال فرمانروایی کردند. نام و دوران فرمانروایی آن‌ها به شرح زیر هستند:
| نام    | دوران فرمانروایی (پ. م) | پایتخت | آرامگاه       |
| ------ | ----------------------- | ------ | ------------- |
| ساناخت | ۲۶۳۰–۲۶۴۹               | ممفیس  | سقاره         |
| جوزر   | ۲۶۱۱–۲۶۳۰               | ممفیس  | سقاره         |
| سخم‌خت  | ۲۶۰۵–۲۶۱۱               | ممفیس  | سقاره         |
| خبا    | ۲۵۹۹–۲۶۰۵               | ممفیس  | زاویة العریان |
| هونی   | ۲۵۷۵–۲۵۹۹               | ممفیس  | سقاره         |

## پایتخت
ممفیس در دودمان سوم پایتخت دو مصر بود. این شهر به دور کاخ پادشاهی شکل گرفت و این را می‌توان از مجموعه آرامگاه جوزر در سقاره متوجه شد؛ جایی که دیوار سنگی آن به احتمالی یادآور دیوار گلین کاخ پادشاهی بوده‌است.
آثار بر جای مانده از آن دوران همانند نقاشی‌ها و سنگ‌تراشی‌ها نمایانگر اهمیت بالای کاخ پادشاهی در زندگی مردم هستند. این نقش‌ها نشان می‌دهند که کاخ در مرکز همه فعالیت‌ها قرار داشته و کانون قدرت بوده. همچنین می‌توان فهمید که مجموعه‌های دیگری همچون دادگاه‌های حل اختلاف و سربازخانه‌ها و مراکز دینی-فرهنگی و کارگاه‌های هنری نیز در کنار کاخ وجود داشته‌اند.
معبد پتاه نیز دیگر ساختمان کلیدی در شهر بود. این معبد کاخ را به رودخانه وصل می‌کرده‌است. کاهنان این معبد کارگزارانی بودند که به صورت گردشی در آن به کار مشغول می‌شدند (در تاریخ مصر تا پیش از نیمه هزاره دوم پ.م. کاهنی به صورت شغل تمام وقت نبود).

## یادداشت
1. ↑  تاریخ‌ها تقریبی هستند. برای اطلاعات بیشتر به نوشتار هر فرعون مراجعه کنید.